# Francisco José de Baviera
Francisco José en Baviera (en alemán, Franz Joseph in Bayern; Tegernsee, 23 de marzo de 1888 - Múnich, 23 de septiembre de 1912) fue un príncipe bávaro y miembro de la Casa de Wittelsbach.

## Vida

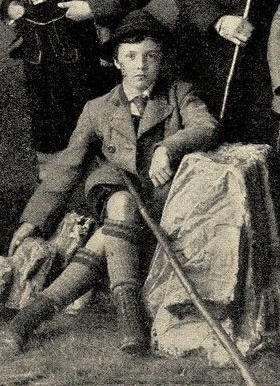
De niño en 1897.

Francisco José era el hijo menor del duque Carlos Teodoro en Baviera y su segunda esposa, la infanta María José de Portugal. Fue hermano del duque Luis Guillermo y sus hermanas fueron Amalia, Sofía, Isabel y María Gabriela.
El duque fue primer teniente en el regimiento de ulanos del Kaiser Guillermo e instructor en la academia real de equitación de Múnich. Fue un importante campeón de equitación, logrando muchos premios en competiciones hípicas alemanas.
Visitó Estados Unidos en 1910 y participó en la caza de osos grizzly. La prensa estadounidense especuló sobre un posible matrimonio con una rica heredera estadounidense (muy popular en ese momento). Las especulaciones crecieron cuando Francisco José habló sobre la encantadora novia estadounidense de su primo, el príncipe Miguel de Braganza, Anita Stewart. También dijo a los periódicos que "nada se interpondría en el camino" de un matrimonio estadounidense, aunque ese no era el propósito de la visita. Antes de partir hacia el oeste, fue ampliamente agasajado por la sociedad de la costa este.
El duque Francisco José también pasó un tiempo en la ciudad de Nueva York, donde se quedó en el Hotel Plaza, y fue el aristócrata  que visitó los Estados Unidos y que más atención atrajo desde el príncipe Enrique de Prusia. Francisco José no se dejó llevar por el protocolo y le gustaba pasear por la ciudad sin su séquito, asistió a combates de boxeo y a las principales óperas cómicas de Broadway. Comentó que estaba "muy complacido" con las coristas estadounidenses. Los medios locales aclamaron al duque como "el noble más democrático que jamás hubiera arribado a Nueva York". Francisco José fue presentado a numerosos debutantes estadounidenses, pero dejó el país sin "cuentos de romance". Explicó que no podía casarse con una estadounidense "a menos que aceptara perder su posición entre la familia ducal en casa".
Francisco José murió de polio en 1912, el mismo año que sus hermanas María Gabriela y Amalia, lo que hizo de este año un annus horribilis para la familia Wittelsbach. Tenía tan solo 24 años en el momento de su muerte.
A través de su relación con Carolina "Lilly" Stockhammer (1891-1952), más adelante, princesa de Prusia, tuvo un hijo ilegítimo del cual desciende la familia Plottnitz-Stockhammer, que ha producido descendientes prominentes en política, educación y artes. Es el abuelo del político alemán Ruperto von Plottnitz (Franz-Joseph Rupert Ottomar von Plottnitz-Stockhammer), nacido el 4 de julio de 1940 en Danzig y  perteneciente al partido Alianza 90/Los Verdes.

## Títulos, órdenes y empleos

### Títulos
| ● 23 de marzo de 1888-23 de septiembre de 1912: | Su alteza real Francisco José, duque en Baviera |

### Órdenes
- Caballero de la orden de San Huberto.[4][5] (Reino de Baviera)
- Medalla del Príncipe Regente Leopoldo en bronce con la banda del Jubileo. (Prinz-Regent-Luitpold-Medaille in Bronze am Bande der Jubiläums-Medaille)[5] (Reino de Baviera)

### Empleos
- Teniente del Primer regimiento de ulanos "Emperador Guillermo II, rey de Prusia" del Ejército real bávaro.[6]